# پروژه ژنوگرافیک
پروژه ژنوگرافیک در ۱۳ آوریل ۲۰۰۵، از سوی انجمن نشنال جئوگرافیک و آی‌بی‌ام آغاز شد. هدف آن بررسی چندسالهٔ مردم‌شناسی ژنتیکی در راه کشیدن نقشهٔ تاریخیِ کوچ انسانی است. گردآوری و بررسی نمونه‌های دی‌ان‌ای هزاران نفر از جهانیان راه‌گشای این کار است.

## نگاه
این پروژه با بررسی ژنتیکی رایگانِ بومیان جهان انجام می‌شود. اما داوطلبان نیز می‌توانند با پرداخت ۱۰۰ دلار آمریکا آن را انجام دهند .